# محطة قطار حيفا مركز – هشمونا
محطة قطار حيفا مركز – هشمونا (بالعبرية: תחנת הרכבת חיפה מרכז – השמונה تَخَنَات هَرَكِيڨِت خَيْفَا مِرْكَاز هَشْمُونَاه) هي محطة قطار للركاب تقع على الخط الرئيسي للسكة الحديدية الساحلية في شبكة قطارات إسرائيل وتخدم مدينة حيفا.

## تاريخ
افتتحت المحطة في عام 1937 على يد الإنكليز ضمن أعمال توسيع ميناء حيفا. بُنيت المحطة على أرضٍ بحرية تم تجفيفها لغرض إقامة الميناء. كما بُنيت المحطة على طراز باوهاوس بشكلٍ مُتوافق مع المباني القائمة على شارع كينغس واي (شارع الملوك)، الذي يُعرف اليوم بشارع هعتسمؤوت (شارع الاستقلال). وبالتالي مبنى المحطة ليس موازيًا للسكة الحديدية أو لأرصفة المحطة.
استمر البريطانيون في السيطرة على منطقة المحطة حتى بعد قيام إسرائيل، كجزء من بؤرة استيطانية بريطانية صغيرة في حيفا، استمرت حتى نهاية يونيو 1948.

## تصميم
تمر بالمحطة سكة حديد مزدوجة؛ سكة شمالية مجاورة لرصيف رقم 2 مخصصة للقطارات المتجهة شمالًا، وسكة جنوبية مجاورة لرصيف رقم 1 مخصصة للقطارات المتجهة جنوبًا. بالإضافة إلى ذلك؛ توجد في المحطة سكة إضافية مجاورة لرصيف رقم 3.

الرصيف رقم 1 هو رصيف جانبي مجاور لصالة المسافرين. الرصيفين 2 و3 هما أرصفة جزيرة، من الممكن الوصول إليهما من خلال ممر تحت الأرض فقط. الدخول والخروج من المحطة متاح فقط من خلال صالة المسافرين المجاورة لرصيف 1، وهي مفتوحة في جميع ساعات اليوم.

## الركاب
| السنة | الركاب      | الترتيب  | المصدر                                                                                          |
| ----- | ----------- | -------- | ----------------------------------------------------------------------------------------------- |
| 2021  | 1,066,835 ▲ | 23 من 68 | التقرير السنوي لقانون حرية المعلومات لعام 2021 نسخة محفوظة 27 يوليو 2013 على موقع واي باك مشين. |
| 2020  | 773,862 ▼   | 22 من 68 | التقرير السنوي لقانون حرية المعلومات لعام 2020                                                  |
| 2019  | 2,242,279   | 22 من 68 | التقرير السنوي لقانون حرية المعلومات لعام 2019                                                  |